# Agnes Sjöström
Agnes Sjöström, född 23 mars 1994, är en svensk friidrottare (långdistanslöpning).

## Karriär
Agnes Sjöström deltog 2013 på 3 000 meter vid junior-EM i Rieti, Italien och kom i mål på en 6:e plats på tiden 9:42,05. Dagen efter tävlade hon även på 5 000 meter och kom då i mål på en niondeplats.

## Personliga rekord
| Utomhus - 800 meter – 2:14,85 (Göteborg 10 juli 2011) - 1 500 meter – 4:28,36 (Tampa, Florida USA 4 maj 2014) - 3 000 meter – 9:38,33 (Huddinge 16 juni 2013) - 5 000 meter – 16:09,28 (Tampa, Florida USA 3 maj 2014) - 10 000 meter – 36:19,13 (Orlando, Florida USA 12 maj 2016) - 3 000 meter hinder – 10:36,23 (Walnut, Kalifornien USA 16 april 2015) | Inomhus - 400 meter – 60,67 (Västerås 31 januari 2010) - 400 meter – 59,9 (Örebro 15 januari 2011) - 800 meter – 2:20,26 (Örebro 16 januari 2011) - 1 500 meter – 4:30.99 (Norrköping 17 februari 2013) - 1 engelsk mil – 5:04,88 (Houston, Texas USA 31 januari 2015) - 3 000 meter – 9:31,18 (Norrköping 16 februari 2013) - 5 000 meter – 16:54,75 (New York, New York USA 28 februari 2014) |